# Гуорка-над-Вагом
Гуорка-над-Вагом (словац. Hôrka nad Váhom) — село, громада округу Нове Место-над-Вагом, Тренчинський край. Кадастрова площа громади — 18.32 км².
Населення 780 осіб (станом на 31 грудня 2020 року).

## Історія
Гуорка-над-Вагом згадується 1426 року.

## Населення
| Рік:            | 1994. | 2004.   | 2014.   | 2024.   |
| --------------- | ----- | ------- | ------- | ------- |
| Кількість осіб: | 703   | 680     | 732     | 789     |
| Різниця:        |       | -3,27 % | +7,64 % | +7,78 % |

| Рік:            | 2023. | 2024.   |
| --------------- | ----- | ------- |
| Кількість осіб: | 794   | 789     |
| Різниця:        |       | -0,62 % |